# Berthouville
Berthouville est une commune française située dans le département de l'Eure en région Normandie.

## Géographie

### Localisation
|                           | Saint-Pierre-de-Salerne Saint-Cyr-de-Salerne | Saint-Cyr-de-Salerne |
| Morsan Boissy-Lamberville | Berthouville                                 | Saint-Cyr-de-Salerne |
|                           | Plasnes, Boisney                             | Hecmanville          |

### Hydrographie
La commune est située dans le bassin Seine-Normandie. Elle n'est drainée par aucun cours d'eau,.

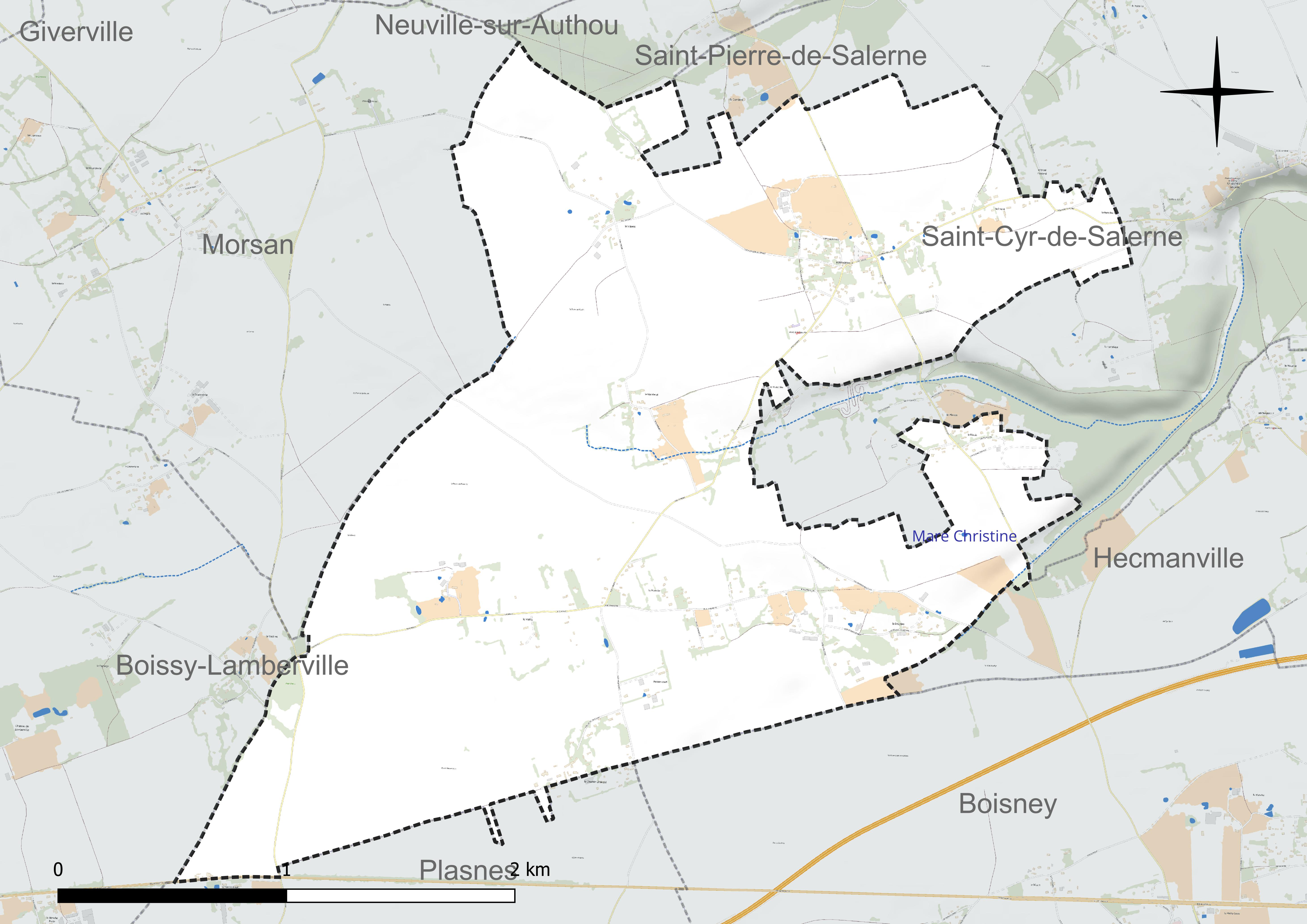
Réseau hydrographique de Berthouville.

Un plan d'eau complète le réseau hydrographique : la mare Christine (0 ha),.

### Climat
Pour des articles plus généraux, voir Climat de la Normandie et Climat de l'Eure.
En 2010, le climat de la commune est de type climat océanique dégradé des plaines du Centre et du Nord, selon une étude du CNRS s'appuyant sur une série de données couvrant la période 1971-2000. En 2020, Météo-France publie une typologie des climats de la France métropolitaine dans laquelle la commune est exposée à un climat océanique et est dans la région climatique  Côtes de la Manche orientale, caractérisée par un faible ensoleillement (1 550 h/an) ; forte humidité de l’air (plus de 20 h/jour avec humidité relative > 80 % en hiver), vents forts fréquents. Parallèlement le GIEC normand, un groupe régional d’experts sur le climat, différencie quant à lui, dans une étude de 2020, trois grands types de climats pour la région Normandie, nuancés à une échelle plus fine par les facteurs géographiques locaux. La commune est, selon ce zonage, exposée à un « climat contrasté des collines », correspondant au Pays d’Auge, Lieuvin et Roumois, moins directement soumis aux flux océaniques et connaissant toutefois des précipitations assez marquées en raison des reliefs collinaires qui favorisent leur formation.
Pour la période 1971-2000, la température annuelle moyenne est de 10,2 °C, avec une amplitude thermique annuelle de 13,4 °C. Le cumul annuel moyen de précipitations est de 791 mm, avec 12,5 jours de précipitations en janvier et 8,7 jours en juillet. Pour la période 1991-2020, la température moyenne annuelle observée sur la station météorologique la plus proche, située sur la commune de Brionne à 6 km à vol d'oiseau, est de 11,5 °C et le cumul annuel moyen de précipitations est de 791,7 mm,. Pour l'avenir, les paramètres climatiques de la commune estimés pour 2050 selon différents scénarios d’émission de gaz à effet de serre sont consultables sur un site dédié publié par Météo-France en novembre 2022.

## Urbanisme

### Typologie
Au 1er janvier 2024, Berthouville est catégorisée commune rurale à habitat dispersé, selon la nouvelle grille communale de densité à 7 niveaux définie par l'Insee en 2022.
Elle est située hors unité urbaine. Par ailleurs la commune fait partie de l'aire d'attraction de Bernay, dont elle est une commune de la couronne,. Cette aire, qui regroupe 36 communes, est catégorisée dans les aires de moins de 50 000 habitants,.

### Occupation des sols
L'occupation des sols de la commune, telle qu'elle ressort de la base de données européenne d’occupation biophysique des sols Corine Land Cover (CLC), est marquée par l'importance des territoires agricoles (99,9 % en 2018), une proportion identique à celle de 1990 (99,9 %). La répartition détaillée en 2018 est la suivante :
terres arables (75,4 %), zones agricoles hétérogènes (19 %), prairies (5,5 %), forêts (0,1 %). L'évolution de l’occupation des sols de la commune et de ses infrastructures peut être observée sur les différentes représentations cartographiques du territoire : la carte de Cassini (XVIIIe siècle), la carte d'état-major (1820-1866) et les cartes ou photos aériennes de l'IGN pour la période actuelle (1950 à aujourd'hui).

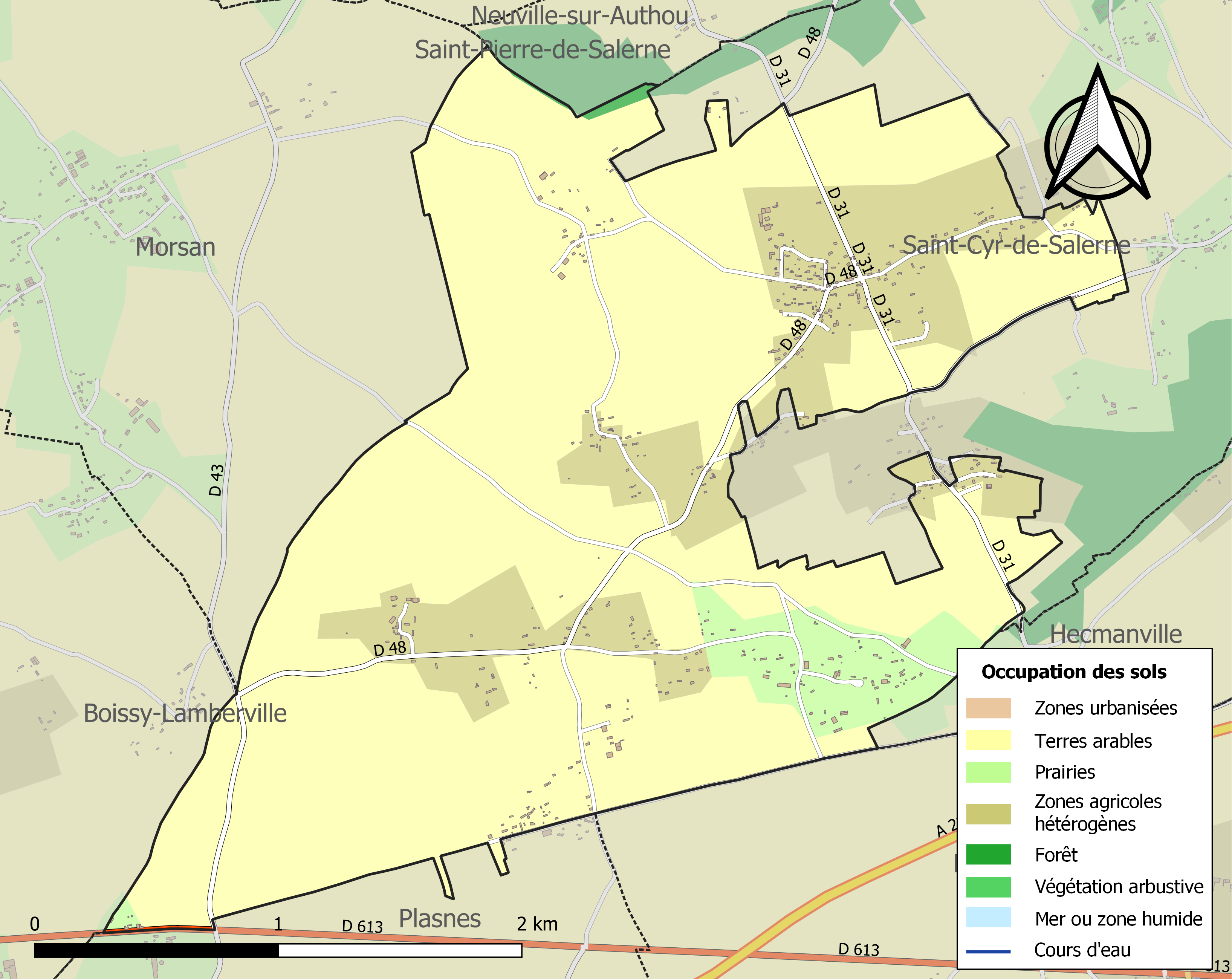
Carte des infrastructures et de l'occupation des sols de la commune en 2018 (CLC).

## Toponymie
Le nom de la localité est attesté sous la forme Bertouvilla au XIIe siècle en 1198 (rôles de l’Échiquier), Berthouville en 1405, Bartouville en 1562.
Il s'agit d'une formation toponymique médiévale en -ville au sens ancien de « domaine rural ». Cet appellatif toponymique est précédé d'un nom de personne conformément au cas général. François de Beaurepaire préfère suggérer l'anthroponyme germanique continental Berthold(us), puisqu'il se perpétue dans les patronymes Bertoult, Berthoult, Bertout et Berthout.
Remarque : Le nom de personne Bertold a aussi été utilisé en ancien norrois, c'est pourquoi rien ne permet de déterminer son origine. On ne peut pas exclure également le nom de personne germanique Bertolf, dans la mesure où l'insuffisance de formes anciennes disponibles ne permet pas de déterminer si Bertouvilla représente *Bertoldvilla ou *Bertolfvilla, [d] et [f] s'étant systématiquement amuï dans cette position cf. Guenouville, Bénouville, etc.

## Histoire
Un exceptionnel « trésor » (dépôt d'objets précieux) d'orfèvrerie a été découvert à Berthouville dans ce qui fut un temple gallo-romain, un fanum, en 1830. Ses pièces figurent parmi les chefs-d'œuvre du Cabinet des médailles de la Bibliothèque nationale de France. La description des pièces de ce trésor a été publiée pour la première fois par l'archéologue normand Auguste Le Prévost.

## Politique et administration
| Période                                  | Période  | Identité                | Étiquette | Qualité       |
| ---------------------------------------- | -------- | ----------------------- | --------- | ------------- |
| mars 2001                                | 2008     | Bernard Deschamps       |           |               |
| mars 2008                                | 2009     | Claude Morin            |           |               |
| mars 2010                                | 2014     | Didier Deschamps        |           |               |
| mars 2014                                | en cours | Marie-Françoise Leclerc | DVD       | Fonctionnaire |
| Les données manquantes sont à compléter. |          |                         |           |               |

## Démographie
L'évolution du nombre d'habitants est connue à travers les recensements de la population effectués dans la commune depuis 1793. Pour les communes de moins de 10 000 habitants, une enquête de recensement portant sur toute la population est réalisée tous les cinq ans, les populations de référence des années intermédiaires étant quant à elles estimées par interpolation ou extrapolation. Pour la commune, le premier recensement exhaustif entrant dans le cadre du nouveau dispositif a été réalisé en 2004.

En 2022, la commune comptait 336 habitants, en évolution de +10,53 % par rapport à 2016 (Eure : −0,25 %, France hors Mayotte : +2,11 %).
| 1793 | 1800 | 1806 | 1821 | 1831 | 1836 | 1841 | 1846 | 1851 |
| ---- | ---- | ---- | ---- | ---- | ---- | ---- | ---- | ---- |
| 783  | 759  | 891  | 822  | 795  | 815  | 779  | 797  | 764  |

| 1856 | 1861 | 1866 | 1872 | 1876 | 1881 | 1886 | 1891 | 1896 |
| ---- | ---- | ---- | ---- | ---- | ---- | ---- | ---- | ---- |
| 715  | 708  | 700  | 600  | 578  | 550  | 554  | 507  | 442  |

| 1901 | 1906 | 1911 | 1921 | 1926 | 1931 | 1936 | 1946 | 1954 |
| ---- | ---- | ---- | ---- | ---- | ---- | ---- | ---- | ---- |
| 435  | 434  | 356  | 339  | 328  | 291  | 292  | 292  | 332  |

| 1962 | 1968 | 1975 | 1982 | 1990 | 1999 | 2004 | 2006 | 2009 |
| ---- | ---- | ---- | ---- | ---- | ---- | ---- | ---- | ---- |
| 331  | 280  | 243  | 236  | 233  | 260  | 274  | 284  | 288  |

| 2014 | 2019 | 2022 | - | - | - | - | - | - |
| ---- | ---- | ---- | - | - | - | - | - | - |
| 308  | 327  | 336  | - | - | - | - | - | - |

## Culture locale et patrimoine

### Lieux et monuments
- L'église Saint-Pierre détient un lutrin à griffon[24], classé au titre des objets.

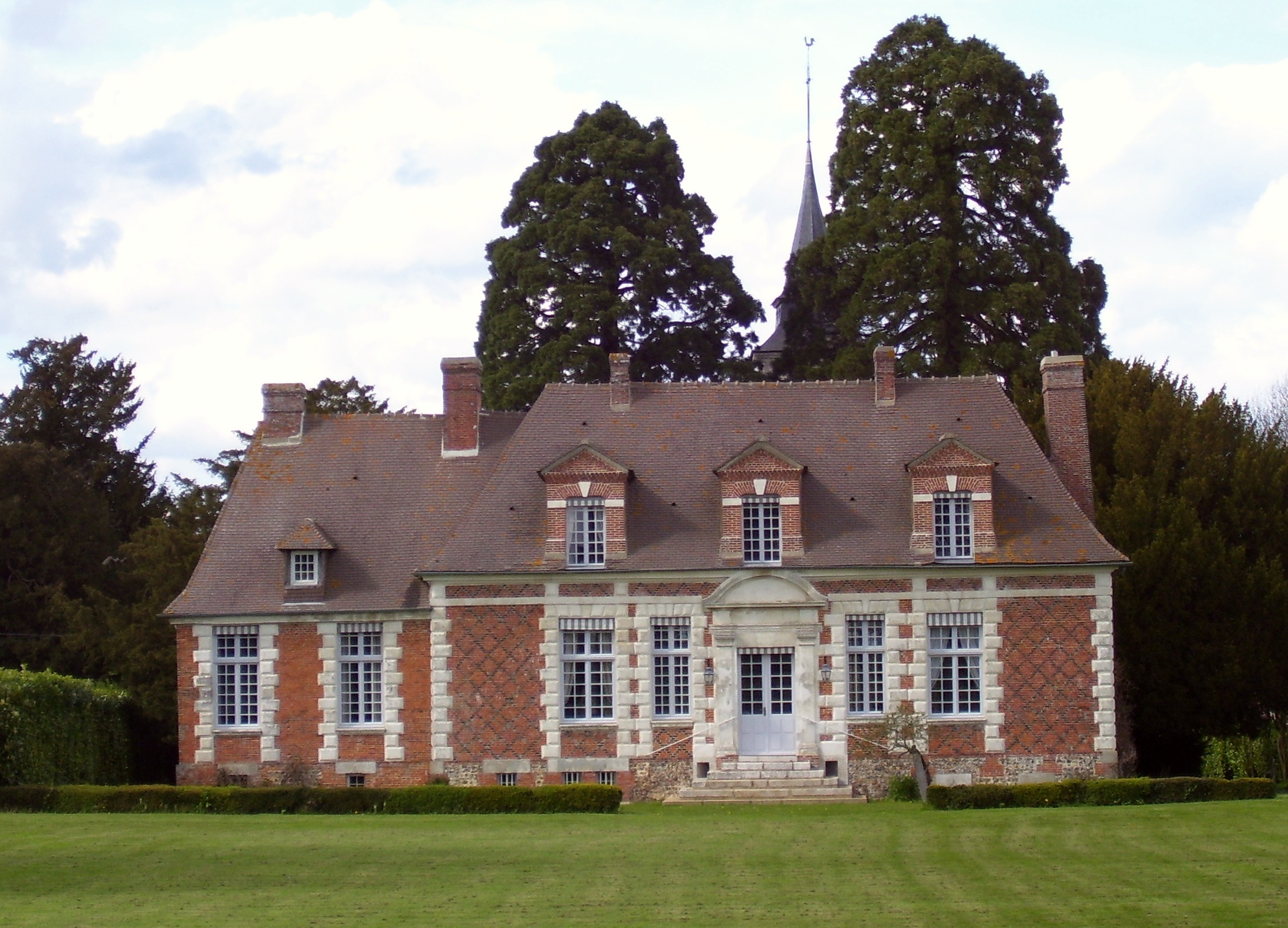
Manoir (1652).
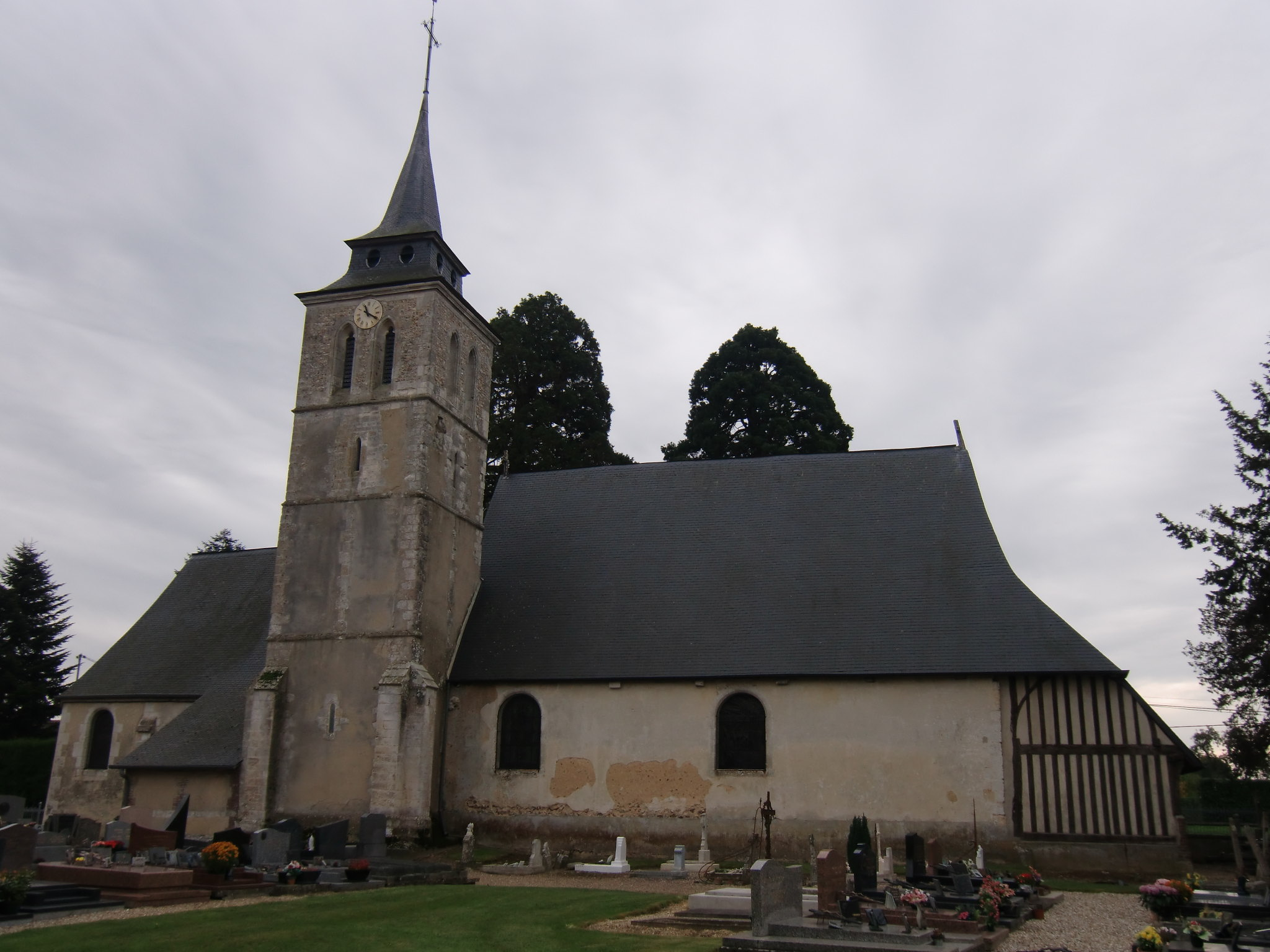
Église.
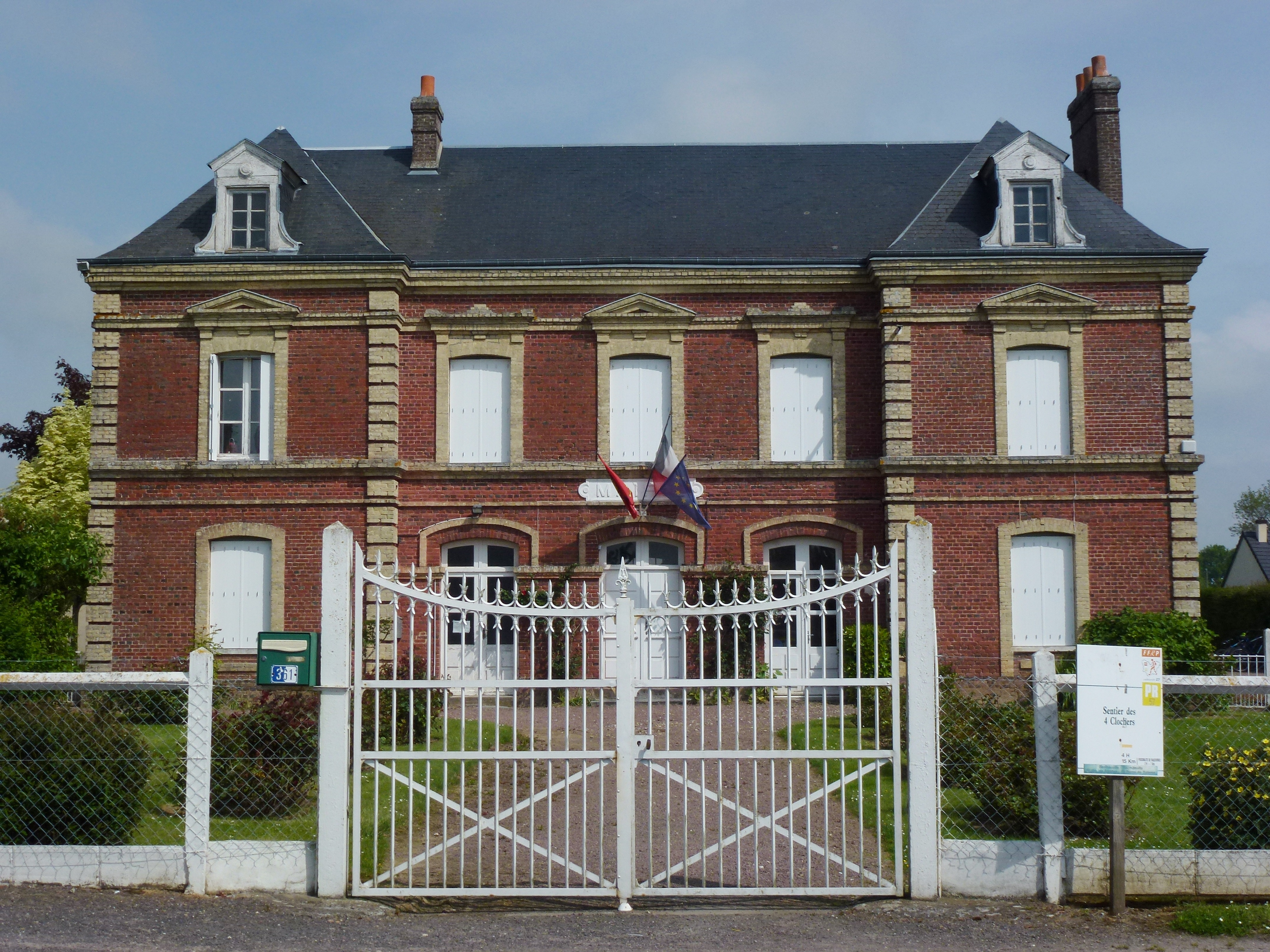
Mairie.
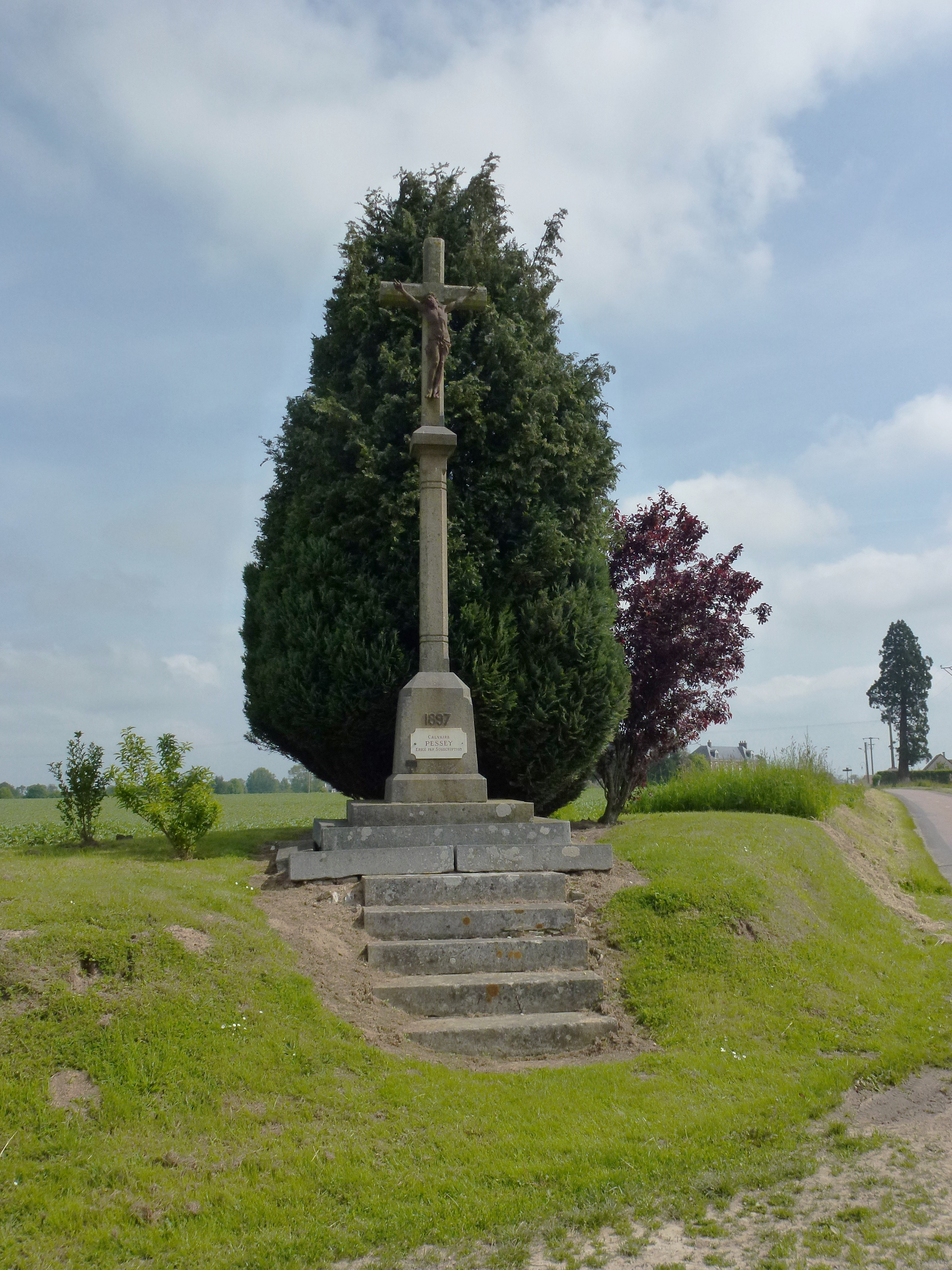
Calvaire.
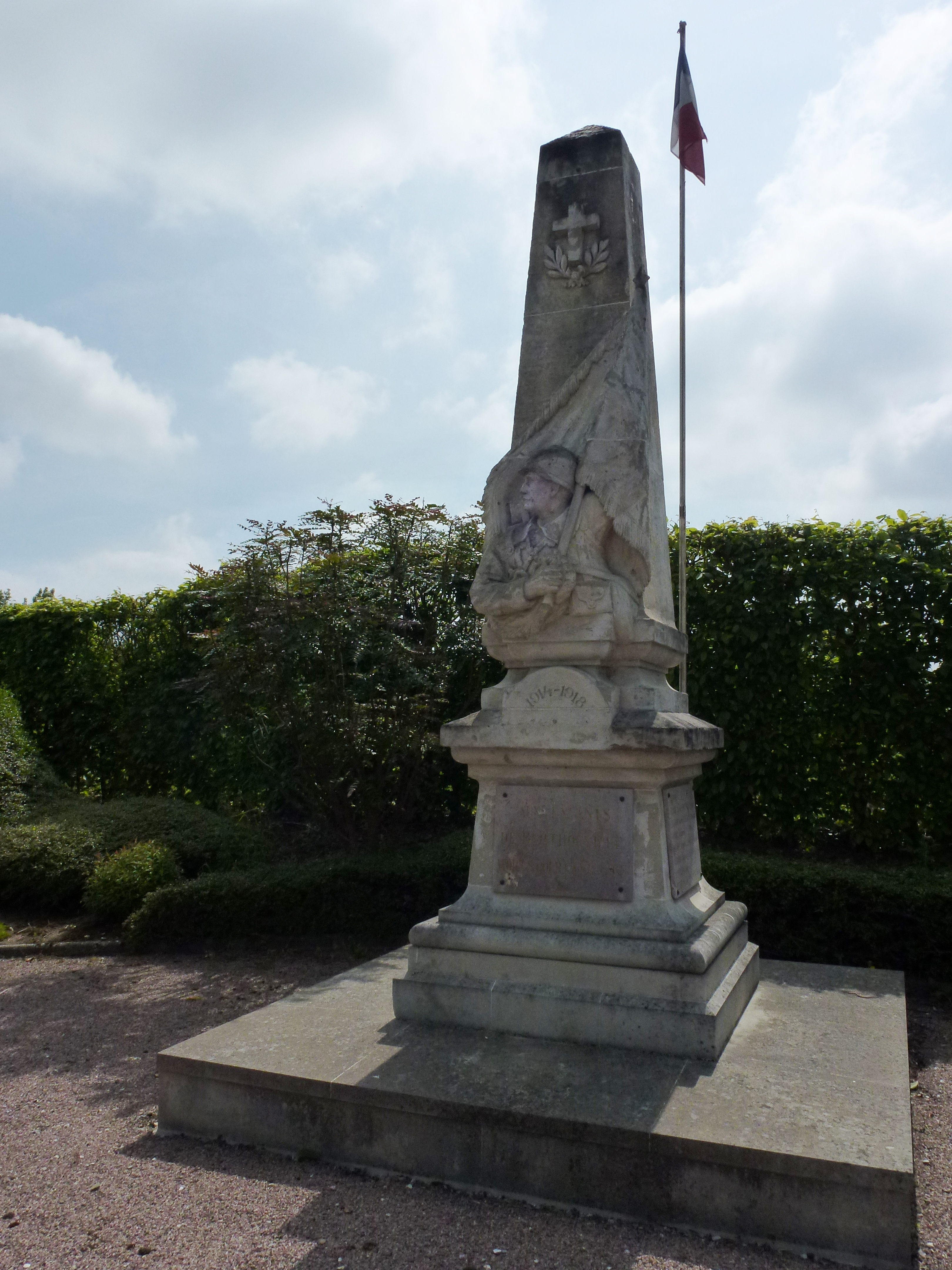
Monument aux morts.
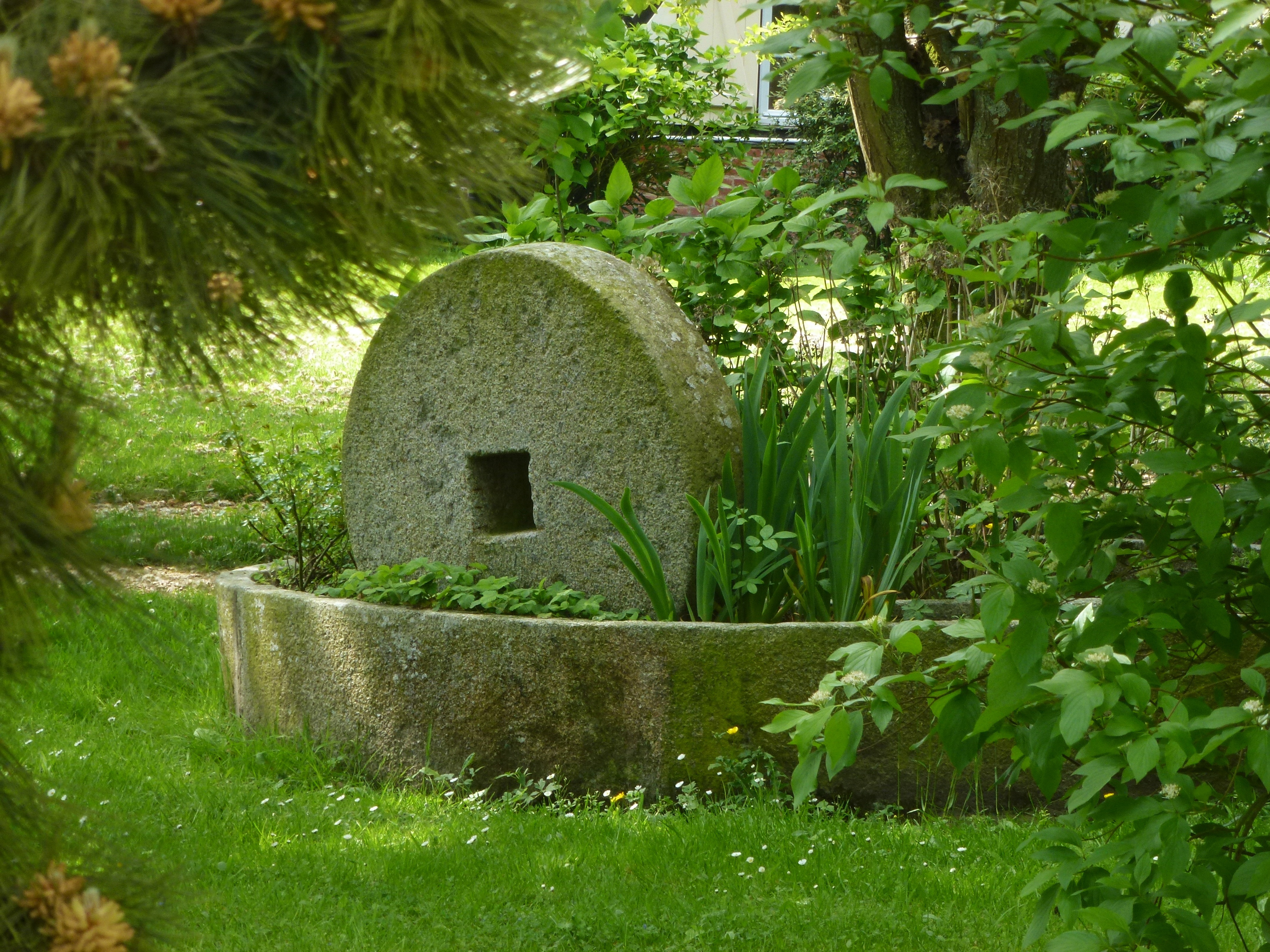
Pressoir.
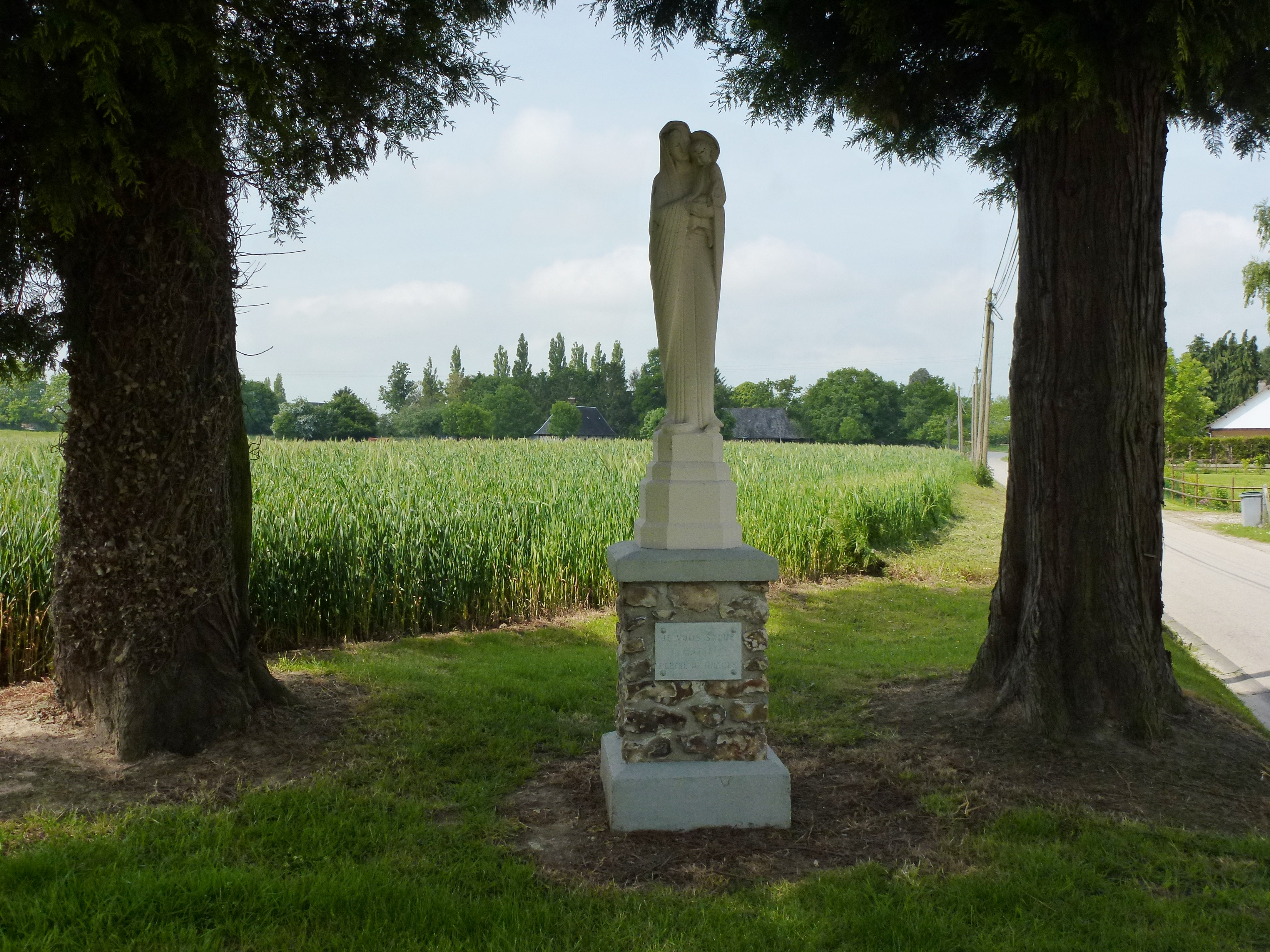
Statue de la Vierge.

### Patrimoine naturel

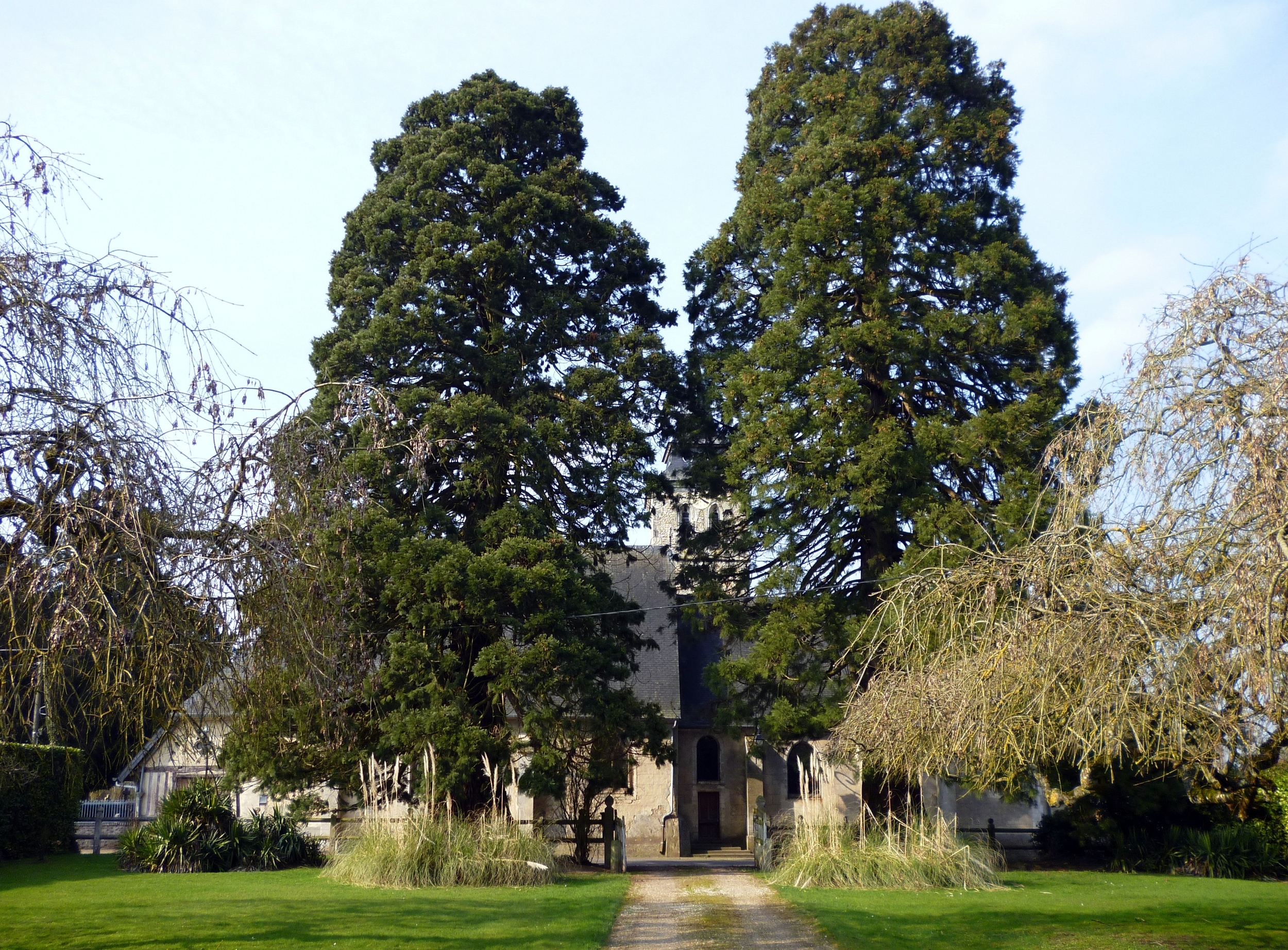
Les deux ifs près de l'église (site classé).

#### ZNIEFF de type 2
- La vallée de la Risle de Brionne à Pont-Audemer, la forêt de Montfort[25]

#### Site classé
- Les deux ifs situés dans le cimetière entourant l'église  Site classé (1926)[26].

### Personnalités liées à la commune
- Auguste Le Prévost (1787-1859), inventeur du trésor de Berthouville en 1830.